# Gornja Košana
Gornja Košana je naselje u slovenskoj Općini Pivki. Gornja Košana se nalazi u pokrajini Notranjskoj i statističkoj regiji Notranjsko-kraškoj. 

## Stanovništvo
Prema popisu stanovništva iz 2002. godine naselje je imalo 144 stanovnika.